# Aleida Assmann

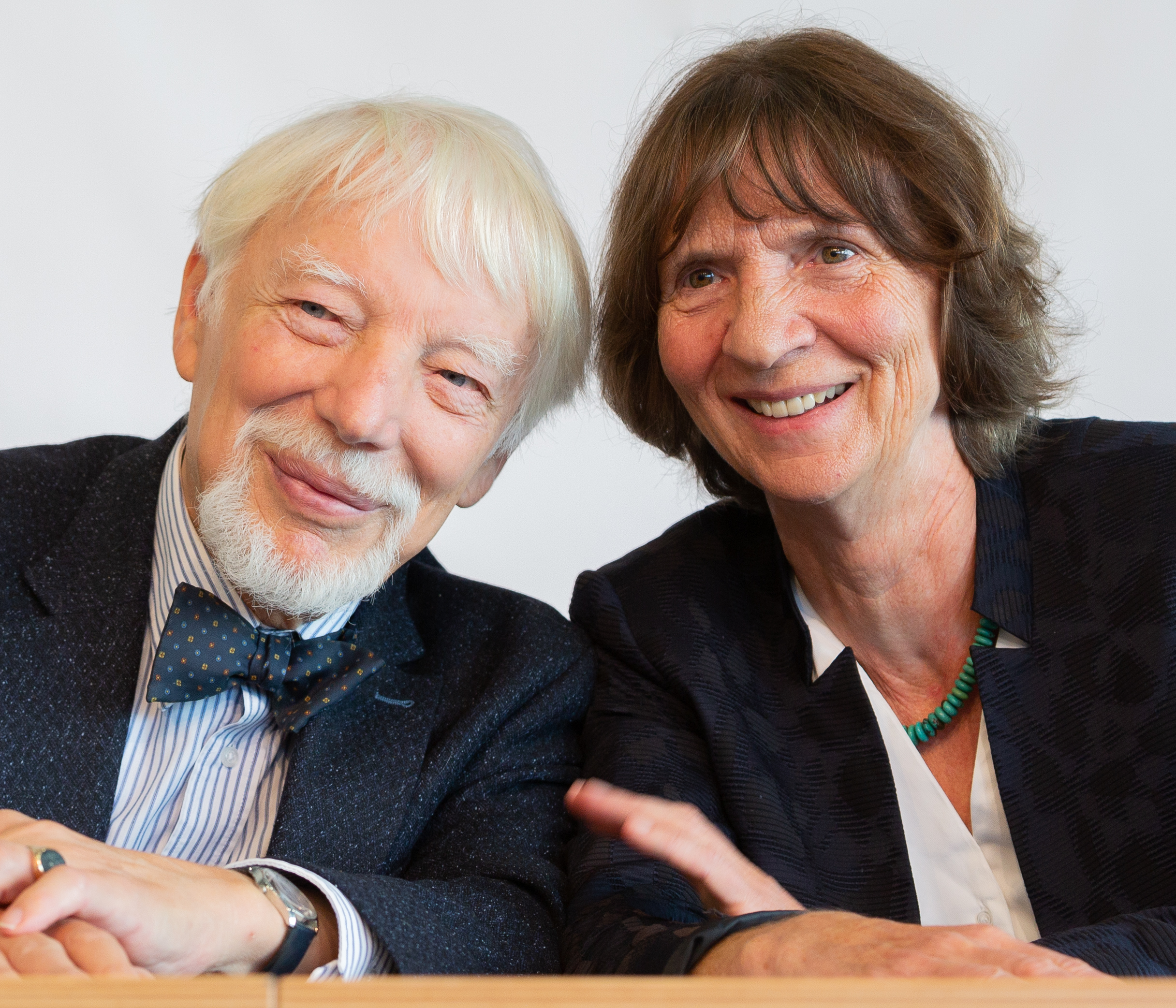
Jan y Aleida Assmann en la rueda de prensa de la Feria del Libro de Fráncfort de 2018.

Aleida Assmann, de soltera Aleida Bornkamm, (Renania del Norte-Westfalia, 22 de marzo de 1947) es una profesora de inglés y estudios literarios alemana, que estudió egiptología y cuyo trabajo se ha centrado en la antropología cultural y la memoria cultural y comunicativa.

## Trayectoria
Hija del estudioso del Nuevo Testamento Günther Bornkamm y de su esposa Elisabeth. Estudió inglés y egiptología en la Universidad de Heidelberg y la Universidad de Tubinga entre 1966 y 1972. En 1977, escribió su tesis en Heidelberg sobre La legitimidad de la ficción (Die Legitimation der FiKtion).
En 1992, Assmann completó su habilitación en Heidelberg. Al año siguiente, en 1993, se convirtió en profesora de inglés y estudios literarios en la Universidad de Constanza, donde permaneció hasta 2014. Fue profesora visitante en la Universidad Rice de Houston (2000), en la Universidad de Princeton en 2001, en la Universidad de Yale en 2002, 2003 y 2005, y en la Universidad de Viena en 2005. Fue profesora visitante en la Universidad de Chicago en 2007.
Las primeras obras de Assmann trataban de la literatura inglesa y de la historia de la comunicación literaria. Desde los años 90 se ha centrado en la antropología cultural, especialmente en la Memoria Cultural y Comunicativa, términos que ella y su marido acuñaron y desarrollaron. Sus intereses específicos se centran en la historia de la memoria alemana desde 1945, el papel de las generaciones en la literatura y la sociedad, y las teorías de la memoria.
Desde 2011, trabaja en un proyecto de investigación titulado El pasado en el presente: Dimensiones y dinámicas de la memoria cultural. Este proyecto resume en inglés su trabajo y el de Jan Assmann sobre la memoria cultural.

## Reconocimientos
En 2014, recibió el Premio Heineken de Historia de la Real Academia de Artes y Ciencias de los Países Bajos. En 2017, fue galardonada con el Premio Balzan a la Memoria Colectiva junto con su marido Jan Assmann. Al año siguiente, en 2018, fue galardonada con el Premio de la Paz del Comercio Librero Alemán junto con su marido, en reconocimiento a su trabajo "paz y entendimiento sostenibles entre los pueblos del mundo".

## Trabajos
Sus trabajos incluyen:
- Die Legitimität der Fiktion: Ein Beitrag zur Geschichte der literarischen Kommunikation. (Theorie und Geschichte der Literatur und der schönen Künste 55) (Munich: Fink, 1980)
- Arbeit am nationalen Gedächtnis: Eine kurze Geschichte der deutschen Bildungsidee. (Frankfurt: Campus, 1993)
- Zeit und Tradition. Kulturelle Strategien der Dauer. (Beiträge zur Geschichtskultur vol. 15)(Cologne, Weimar, Vienna: Böhlau, 1999)
- Geschichtsvergessenheit – Geschichtsversessenheit: Vom Umgang mit deutschen Vergangenheiten nach 1945. (Stuttgart: Deutsche Verlags-Anstalt, 1999) (with Ute Frevert)
- Erinnerungsräume: Formen und Wandlungen des kulturellen Gedächtnisses. (Munich: C.H. Beck, 1999).
- Engführung des kulturellen Gedächtnisses: Die Germanistik in Deutschland steht im Banne eines post-traumatischen Literaturkanons in: Frankfurter Rundschau (23 de abril de 2002)
- Das kulturelle Gedächtnis an der Millenniumsschwelle. Krise und Zukunft der Bildung, (Constance: UVK, 2004)
- Die Unverzichtbarkeit der Kulturwissenschaften mit einem nachfolgenden Briefwechsel. (Hildesheimer Universitätsreden. Neue Folge Heft 2) (Hildesheim: Universitätsverlag, 2004)
- Generationsidentitäten und Vorurteilsstrukturen in der neuen deutschen Erinnerungsliteratur (Wiener Vorlesungen im Rathaus, vol. 117, ed. by Hubert Christian Ehalt) (Vienna: Picus, 2006)
- Einführung in die Kulturwissenschaft. Grundbegriffe, Themen, Fragestellungen (Berlín: Erich Schmidt, 2006)
- Der lange Schatten der Vergangenheit. Erinnerungskultur und Geschichtspolitik. (Munich: C.H. Beck, 2006)
- "Memory, Individual and Collective", in: Robert E. Goodin and Charles Tilly (eds.): The Oxford Handbook of Contextual Political Analysis (Oxford: OUP, 2006), pp. 210–224
- Geschichte im Gedächtnis: Von der individuellen Erfahrung zur öffentlichen Inszenierung. (Munich: C.H. Beck, 2007).
- "Europe: A Community of Memory?" Twentieth Annual Lecture of the GHI. in: GHI Bulletin, no. 40 (Spring 2007), pp. 11– 25
- "Die Last der Vergangenheit," in: Zeithistorische Forschungen 3(2008), pp. 375–385
- "The Religious Roots of Cultural Memory," in: Norsk teologisk tidsskrift 4(2008), pp. 270–292
- "Vom Vergessen der Kunst. Grenzüberlegungen zur Kulturanthropologie. Im Gespräch mit Renate Solbach," in: Ulrich Schödlbauer (ed.), Die Enden der Kunst: Die Kultur der Gesellschaft (Heidelberg: Manutius, 2008), pp. 109–129
- "Sammeln, Sammlungen, Sammler," in: Kay Junge, Daniel Suber, and Gerold Gerber (eds.), Erleben, Erleiden, Erfahren: Die Konstitution sozialen Sinns jenseits instrumenteller Vernunft (Bielefeld: transcript, 2008), pp. 345–353
- "Von kollektiver Gewalt zu gemeinsamer Zukunft: Vier Modelle für den Umgang mit traumatischer Vergangenheit," in: Kerstin Lingen (ed.), Kriegserfahrung und nationale Identität in Europa nach 1945: Erinnerung, Säuberungsprozesse und nationales Gedächtnis (Paderborn: Schöningh, 2009), pp. 42–51

translated: "From Collective Violence to a Common Future: Four Models for Dealing with a Traumatic Past,” in: Helen Gonçalves da Silva et al. (eds.), Conflict, Memory Transfers and the Reshaping of Europe (Newcastle upon Tyne: Cambridge Scholars Publishing, 2010), 8-23
- "Vom Zentrum zur Peripherie und zurück: Reisen ins Herz der Finsternis," in: Matthias Theodor Vogt (ed.), Peripherie in der Mitte Europas (Frankfurt: Lang, 2009), pp. 61–77
- ed.: Vollkommenheit (Archäologie der literarischen Kommunikation 10) (Munich: Fink, 2010)
- "Vergessen oder Erinnern? Wege aus einer gemeinsamen Gewaltgeschichte," in: Sabina Ferhadbegović and Brigitte Weiffen (eds.), Bürgerkriege erzählen: Zum Verlauf unziviler Konflikte (Constance: Konstanz University Press, 2011), pp. 303–320
- "Wem gehört die Geschichte? Fakten und Fiktionen in der neueren deutschen Erinnerungsliteratur," in: Internationales Archiv für Sozialgeschichte der deutschen Literatur 36:1 (2011), pp. 213–225
- Die Zukunft der Erinnerung und der Holocaust (with Geoffrey Hartman) (Constance: Konstanz University Press 2012)
- Auf dem Weg zu einer europäischen Gedächtniskultur? with a preface by Hubert Christian Ehalt (Wiener Vorlesungen im Rathaus vol. 161) (Vienna: Picus, 2012)
- Cultural Memory and Western Civilization: Functions, Media, Archives (Cambridge: Cambridge University Press, 2012)